# Township (Einheit)
Township war ein Flächenmaß in den Vereinigten Staaten von Amerika. Man nutzte Township zur Einteilung der Countys, Wahl-, Schul- od. Kirchenbezirke und benannte sie mit diesem Begriff. 
- 1 Township = 36 Square Miles/Quadratmeilen = 932362 Ar